# Mendel Stromm
El Dr. Mendel Stromm es un supervillano ficticio que aparece en los cómics estadounidenses publicados por Marvel Comics. El personaje también ha sido conocido como el Maestro Robot y Lúgubre. 

## Historial de publicación
Apareció por primera vez en The Amazing Spider-Man #37 (junio de 1966), y fue creado por Stan Lee y Steve Ditko.

## Biografía del personaje ficticio
Mendel Stromm fue el profesor de colegio de Norman Osborn y más tarde se convirtió en socio de Osborn en Industrias Oscorp. Su primera investigación fue de un producto químico que proporciona una mayor fuerza en sus sujetos de prueba (y eventualmente transformaría a Osborn en el Duende Verde). Osborn, queriendo la fórmula para sí mismo, descubrió que Stromm había malversado fondos de Oscorp. Stromm explicó que él sólo tomó ese dinero prestado, pero Osborn lo entregó a la policía. Después de varios años de prisión, Stromm fue puesto en libertad y trató de matar a Norman Osborn en venganza con robots malos. Fue detenido por Spider-Man y al parecer murió de un ataque al corazón cuando casi recibió un disparo.
Stromm había hecho planes para su muerte, sin embargo, al acordar que sus ondas cerebrales fuesen trasladadas a un doble robot. Ahora haciéndose llamar Maestro Robot, Stromm regresó en Spectacular Spider-Man vol. 1, #68 (julio de 1982). Spider-Man derrotó y destruyó el doble robot.
En Spectacular Spider-Man vol. 1, #233 (abril de 1996), Stromm regresó de nuevo, esta vez como un cyborg llamado Lúgubre. Se reveló que sobrevivió a través de un traje cibernético fusionado a su cuerpo - conectado por ningún otro que Osborn. Osborn había descubierto que Stromm había sobrevivido a su ataque al corazón, gracias al Suero Duende, pero en un nivel de conciencia soportada solo por su traje. Con el tiempo, a través de Seward Trainer, fue curado de su necesidad del traje y volvió con un traje de armadura robótica grande, sólo para que sea destruido por Ben Reilly y Peter Parker a pesar del intento de Stromm para derrotar a los dos con dos robots voladores y tres androides con forma de niño atacando al mismo tiempo. Poco después, Norman Osborn lo noqueó con un disparo láser y lo dejaron creyendo que había muerto, pero sobrevivió y sólo tenía amnesia. Regresó en otro traje-robot, sólo para ser detenido por Spider-Man, una vez más.
En Peter Parker: Spider-Man vol. 2, #27 (marzo de 2001), Stromm trató de crear un robot sensible para matar a Osborn, pero se volvió contra él y destruyó su cuerpo, manteniendo viva su cabeza cortada. Esta inteligencia artificial entonces intentó asumir el control de la red eléctrica de la Ciudad de Nueva York, pero fue detenido cuando Spider-Man se abrió paso en su núcleo del procesador y le cargó un virus informático, poniendo tanto a la I. A. y a Mendel en un estado comatoso.
La inteligencia artificial se adueñó del cuerpo de Electro y trató de usar sus poderes para crear una horda de robots de auto-desove, pero después de la interferencia de Spider-Man, la I. A. alteró el sentido arácnido de Spider-Man, después de que Spider-Man derrotó a la I. A.
En Penitencia: Implacable, se revela que Spider-Man llevó a S.H.I.E.L.D. al paradero de Stromm y que pudieron rescatarlo del bucle suspendido en el que estaba atrapado. Se inscribió ansiosamente como parte de la Iniciativa. Más tarde, Penitencia va con ausencia sin permiso de los Thunderbolts y organiza un asalto a la casa de Stromm, amenazando con matarlo a menos que Stromm le diga cómo activar los códigos de lanzamiento nuclear que Penitencia ha robado en un intento para conseguir que Nitro fuese deportado de Latveria.
Durante la historia de Civil War II, Mendel Stromm se encuentra con Clayton Cole en el bar de los secuaces llamado Social Club de Moynihan durante su hora feliz. Le da a Clash una oferta para que trabaje para él en su plan de vengarse de Harry Osborn. Mientras lucía la nueva versión de su atuendo Choque que ordenó a Tinkerer, Clayton Cole llega al departamento de Mendel Stromm donde se encuentra con Stromm en su forma Robot Master y sus robots. Robot Master luego complementa el atuendo de Clash y afirma que Spider-Man no sabrá qué le pegó. Cuando Clash ataca a Robot Master diciendo que va a cuidar de sí mismo, Robot Master libera sus robots en Clash incluso cuando llega Spider-Man. Spider-Man se las arregla para robar Robot Master en el aire con una banda de espuma. Cuando Spider-Man estaba hablando de Clash para volver a la vida civilizada, Robot Master se levanta y los ataca. Mientras Clash vuela, Spider-Man derrota a Robot Master al desgarrar su mecánica de control remoto desde el interior de su cuerpo de robot, desactivando su ejército de robots.
Mendel Stromm más tarde obtuvo un Tri-Centinela del bunker de la Fundación de la vida en bancarrota, donde se enfrentó a un duplicado del Acelerador del genoma del isótopo. Después de que fue derrotado, Stromm rompió a llorar. Luego se le acerca un misterioso benefactor que se prepara para darle un molde maestro que se especializa en la creación de tres centinelas. Después de que Spider-Man toma el control de los Tri-Centinelas y los devuelve a su fuente, Stromm se enfrenta a su "benefactor", que es el mismo demonio que ayudó a Mysterio. Afirma que la utilidad de Stromm ha terminado y lo destroza. Cuando Spider-Man se restaura a una persona después de la lucha contra los Tri-Centinelas, encuentra a Stromm que cita "Adivina mi nombre" antes de apagarse.

## Otras versiones

### Ultimate Marvel
Aunque Mendel Stromm no tiene una encarnación de Ultimate Marvel, los elementos de su personaje se fusionan en la encarnación de Marvel definitiva del Doctor Octopus.

### Spider-Verse (2015)
Durante la historia de Secret Wars, una versión de Mendel Stromm reside en el dominio Battleworld de Arachnia. Aparece como uno de los científicos de Oscorp en el que intenta descifrar la Web de Vida y Destino.

## En otros medios

### Televisión
Stromm (bajo el nombre de Wardell Stromm) apareció en Spider-Man episodio "Enter the Green Goblin" con la voz de Philip Abbott. Él es uno de los científicos que trabajan para Oscorp en el experimento que hizo que Norman Osborn se convirtiese en el Duende Verde. Stromm también es consciente de las conexiones de Osborn con Wilson Fisk, el Kingpin.

### Películas
Mendel Stromm aparece en la película de 2002 Spider-Man interpretado por Ron Perkins. Esta versión es un científico empleado por Oscorp para desarrollar Human Performance Enhancers, aunque expresa dudas sobre la efectividad de los Enhancers debido a que los sujetos iniciales de la prueba con el ratón demostraron una locura violenta. A pesar de sus dudas, asiste al intento de Norman Osborn de usar el suero inestable en sí mismo. Luego, la personalidad resultante de "Duende Verde" de Osborn mata a Stromm al agarrarlo por la garganta y arrojarlo a través de una ventana de vidrio hacia algún equipo de laboratorio.

### Videojuegos
- Mendel Stromm aparece en el videojuego Spider-Man con la voz de Peter Lurie.
- En Spider-Man: Edge of Time, hay periódicos sobre Mendel Stromm en ambas líneas de tiempo.
- Mendel Stromm aparece en el videojuego The Amazing Spider-Man (basado en la película del mismo nombre), pero su actor de voz no fue acreditado. Es un científico de Oscorp que es responsable de un experimento cruzado de especies con el nombre en código "Nattie" (basado en la investigación de Curt Connors) que es un híbrido piraña / humano de vientre rojo donde Mendel y los científicos con él inyectaron ADN humano en rojo piraña hinchada a Mendel Stromm y lo llamó Nattie debido al nombre científico del sujeto de Pygocentrus nattereri.[14] En el juego, Mendel Stromm se encuentra entre los científicos infectados por el Virus de especies cruzadas. Cuando el Virus de las especies cruzadas comienza a hacerse cargo del cuerpo de Mendel, uno de los Centinelas de combate de Alistair Smythe detecta a Mendel y lo ataca.